# تابستان و دود
تابستان و دود (انگلیسی: Summer and Smoke) فیلمی به کارگردانی پیتر گلنویل است که در سال ۱۹۶۱ منتشر شد.
این فیلم برنده جایزه گلدن گلوب بهترین بازیگر زن فیلم درام توسط جرالدین پیج در سال ۱۹۶۱ شده‌است.

## بازیگران
- لارنس هاروی
- جرالدین پیج
- ریتا مورنو
- جان مک‌اینتایر
- توماس گومز
- یونا مرکل
- پاملا تیفین
- ارل هالیمن
- لی پاتریک